# Iván Rovni
Iván Rovni (San Petersburgo, Rusia, 20 de septiembre de 1987) es un ciclista ruso.

## Trayectoria
Antes de su paso a la carretera fue un destacado pistard siendo incluso campeón del mundo en categorías inferiores.
Fue campeón del mundo en ruta en categoría júnior en el año 2005, además, ese mismo año, también se proclamó campeón de Europa en ruta en la misma categoría.
Debutó como profesional el año 2006 con el equipo ruso Tinkoff. En 2009 fichó por el equipo ProTour Katusha y tras pasar dos años por el equipo Team RadioShack, recaló en 2012 en el conjunto ruso RusVelo. En 2013 fichó por el conjunto Ceramica Flaminia-Fondriest, equipo continental con licencia italiana. El 8 de septiembre de 2014 se vio involucrado en una pelea con el corredor Gianluca Brambilla, en la decimosexta etapa de la Vuelta a España y fue expulsado de la carrera por los jueces.

## Palmarés

### Pista

#### Copa del mundo
2005-2006
- 1.º en persecución en equipos en Los Ángeles  (con Alexandr Serov, Sergey Klimov, Nikolay Trusov)

2006-2007
- 1.º en persecución en equipos en Sídney  (con Alexandr Serov, Mikhail Ignatiev, Nikolay Trusov)
- 2.º en persecución en equipos en Moscú

### Ruta
2007
- 1 etapa del Tour del Porvenir

2018
- Campeonato de Rusia en Ruta

2021
- 3.º en el Campeonato de Rusia en Ruta

## Resultados en Grandes Vueltas y Campeonatos del Mundo
| Carrera         | Carrera         | 2006 | 2007 | 2008 | 2009 | 2010 | 2011 | 2012 | 2013 | 2014 | 2015  | 2016 | 2017  | 2018 | 2019 | 2020 | 2021 |
| --------------- | --------------- | ---- | ---- | ---- | ---- | ---- | ---- | ---- | ---- | ---- | ----- | ---- | ----- | ---- | ---- | ---- | ---- |
|                 | Giro de Italia  | —    | Ab.  | —    | —    | —    | 78.º | —    | —    | 46.º | 115.º | 36.º | 119.º | —    | —    | —    | —    |
|                 | Tour de Francia | —    | —    | —    | —    | —    | —    | —    | —    | —    | —     | —    | —     | —    | —    | —    | —    |
|                 | Vuelta a España | —    | —    | Ab.  | —    | —    | —    | —    | —    | Ex.  | —     | 99.º | —     | —    | —    | —    | —    |
| Mundial en Ruta | Mundial en Ruta | —    | —    | —    | —    | —    | —    | —    | —    | —    | —     | —    | —     | —    | —    | 82.º | —    |

—: no participa

Ab.: abandono

Ex.: expulsado

## Equipos
- Tinkoff Restaurants (2006)
- Tinkoff Credit Systems (2007-2008)
- Team Katusha (2009)
- Team RadioShack (2010-2011)
- RusVelo (2012)
- Ceramica Flaminia-Fondriest (2013)
- Tinkoff (2014-2016)
  - Tinkoff-Saxo (2014-2015)
  - Tinkoff (2016)
- Gazprom-RusVelo (2017-2022)